# Mysis amblyops
Mysis amblyops är en kräftdjursart som beskrevs av Georg Ossian Sars 1907. Mysis amblyops ingår i släktet Mysis och familjen Mysidae. Inga underarter finns listade i Catalogue of Life.